# Blauwrandspanner
De blauwrandspanner (Plemyria rubiginata) is een nachtvlinder uit de familie Geometridae, de spanners. De vlinder heeft een spanwijdte van 22 tot 28 millimeter.
Per jaar vliegt één generatie van eind juni tot begin september. Venen, moerassen en vochtige bossen zijn het leefgebied van deze spanner.
Waardplanten zijn onder andere sleedoorn, meidoorn en zwarte els.